# 이범석 (1985년)
이범석(李範錫, 1985년 12월 29일 ~ )은 KBO 리그 전 KIA 타이거즈의 투수이다.
충청남도 아산시 출신으로 청주기공에 입학했으나 1년 유급한 전력으로 1차 지명을 받지 못했고, 2005년 신인 드래프트 2차 2순위(전체 14위) KIA 타이거즈에 지명되어 2005년에 입단하였다. 고등학교 시절 포지션은 주로 외야수였으나 졸업반 당시 프로의 지명을 받지 못해 당시 청주기공 감독이었던 강정길 감독의 권유로 1년 유급을 선택했고, 투수로 전향하여 프로의 지명을 받는 데 성공하였다. 시속 150 킬로미터를 상회하는 빠른 공이 주 무기이다.

## 출신 학교
- 온양온천초등학교
- 온양중학교
- 청주기계공업고등학교

## 선수 시절
2004년 7월 8일 KIA 타이거즈와 계약금 1억 원, 연봉 2천만 원의 조건으로 입단 계약을 맺는다.

### 2008년
2008년 시즌에는 팀의 선발 투수로 활약하며 7승 10패, 평균자책 3.08을 기록하였다. 7월 4일 삼성 라이온즈와의 대구구장 경기에서는 9회말 2아웃까지 노히트 노런을 기록하기도 하였다. 하지만 그 타석에서 박석민에게 내야안타를 맞고 노히트 노런에 실패하였다.

### 2009년
5월 5일 히어로즈와의 목동야구장 경기에서 선발 투수로 나왔다가, 4회말 히어로즈 강병식 선수의 타구를 잡으려고 왼쪽 팔을 뻗다가 어깨 탈구로 교체됐다. 이후에는 경기에 나서지 못하고 그 해 10월 공익근무요원으로 입대해 군 복무의 의무를 수행한 뒤 2012 시즌부터 소집해제 후 원 소속구단인 KIA 타이거즈에 복귀하였다.

### 2012년
소집해제 후 KIA 타이거즈에 복귀하였으나, 여전히 재활에 나서면서 시즌에 참가하지 못한다. 11월 30일 시즌
이후 보류선수 명단에서 제외당하면서 신고선수로 전환하게 된다.

## 통산기록
| 년도 | 팀    | 평균자책 | 경기수 | 승 | 패 | 세 | 홀드 | 완투 | 완봉 | 이닝    | 피안타 | 피홈런 | 4사구 | 탈삼진 | 실점 | 자책점 |
| ---- | ----- | -------- | ------ | -- | -- | -- | ---- | ---- | ---- | ------- | ------ | ------ | ----- | ------ | ---- | ------ |
| 2005 | KIA   | 11.05    | 8      | 0  | 1  | 0  | 0    | 0    | 0    | 7 1/3   | 14     | 1      | 7     | 8      | 11   | 9      |
| 2007 | KIA   | 4.64     | 27     | 0  | 3  | 0  | 1    | 0    | 0    | 42 2/3  | 39     | 3      | 32    | 24     | 22   | 22     |
| 2008 | KIA   | 3.08     | 28     | 7  | 10 | 0  | 1    | 2    | 1    | 119 2/3 | 93     | 10     | 50    | 89     | 53   | 41     |
| 2009 | KIA   | 7.27     | 4      | 0  | 1  | 0  | 0    | 0    | 0    | 105     | 11     | 2      | 6     | 4      | 8    | 7      |
| 통산 | 4시즌 | 3.82     | 63     | 7  | 15 | 0  | 2    | 2    | 1    | 178 1/3 | 157    | 16     | 95    | 125    | 94   | 79     |